# Igor K. Lopatin
Igor K. Lopatin (1923 – 15 de junho de 2012) foi um biólogo e entomologista ucraniano e bielorrusso. Era especialista em escaravelhos.